# Nader Abdussalam Al Tarhouni
Nader Abdussalam Al Tarhouni (Tripoli, 24 de outubro de 1979) é um ex-futebolista profissional líbio que atuava como meia.

## Carreira
Nader Abdussalam Al Tarhouni representou o elenco da Seleção Líbia de Futebol no Campeonato Africano das Nações de 2006.